# Veronica riae
Veronica riae är en grobladsväxtart som beskrevs av H. Winkler. Veronica riae ingår i släktet veronikor, och familjen grobladsväxter. Inga underarter finns listade i Catalogue of Life.